# Адащик, Владимир Константинович
Владимир Константинович Адащик — советский хозяйственный, государственный и политический деятель.

## Биография
Родился в Воронеже в 1921 году. Член ВКП(б).
С 1941 года — на хозяйственной, общественной и политической работе. В 1941—1999 гг. — участник Великой Отечественной войны, слесарь, заместитель начальника цеха, секретарь партбюро Воронежского завода радиодеталей, инструктор, заведующий отделом Воронежского обкома КПСС, председатель Воронежского облсовпрофа, 1-й секретарь Воронежского горкома КПСС, председатель Воронежского областного комитета народного контроля, генеральный директор Воронежского областного общественного фонда инвалидов и ветеранов войны.
Избирался депутатом Верховного Совета РСФСР 9-го созыва.
Умер в Воронеже в 2002 году.